# Talbrücke Truckenthal
Die Talbrücke Truckenthal (auch Truckenthalbrücke) ist ein 425 m langes zweigleisiges Eisenbahnüberführungsbauwerk der Neubaustrecke Ebensfeld–Erfurt zwischen den Streckenkilometern 124,054 und 124,479.
Die Brücke liegt in Südthüringen nordöstlich von Schalkau bei dem Ortsteil Truckenthal und überspannt mit einem Bogen von 161 m Stützweite den Truckenthaler Grund mit dem Bach Truckenthaler Wasser sowie die Landesstraße 1112 von Truckenthal nach Theuern und die Gemeindeverbindungsstraße von Truckenthal nach Neundorf.
Die Streckentrasse ist bei einer Entwurfsgeschwindigkeit von 300 km/h im Bauwerksbereich gerade, die Gradiente steigt in Richtung Norden mit maximal 10,9 Promille. Die Brücke hat eine beidseitige Lärmschutzwand von 2,0 m Höhe sowie eine Feste Fahrbahn mit 4,5 m Gleisabstand. Das Bauwerk sollte zwischen den Jahren 2007 und 2009 errichtet werden.
Im April 2008 waren alle sechs Pfeiler, eines der beiden Widerlager sowie Ansätze des Bogens im Bau. Bis Ende 2008 sollte der Bogen fertiggestellt werden. Aufgrund eines Bauunfalls am 24. Juli 2008 verzögerte sich der Bogenschluss um rund ein Jahr und erfolgte im Dezember 2009. Im September 2010 wurde der letzte Takt des Überbaus betoniert und im August 2011 war die Brücke fertiggestellt.

## Verlauf
Südlich der Brücke schließt sich ein bis zu acht Meter hoher Damm an, auf den ein bis zu 27 m tiefer Einschnitt mit dem zukünftigen Bahnhof Theuern folgt. Nach dem Bahnhof kommt Richtung Süden der Tunnel Baumleite, nördlich der Talbrücke folgt der Bleßbergtunnel.

## Unterbau
Die Pfeiler der Brücke haben einen rechteckigen Stahlbetonhohlquerschnitt mit gebrochenen Ecken und verjüngen sich mit einem Anzug von 70:1 nach oben. Die Außenabmessungen der sechs Pfeiler betragen am Pfeilerkopf von 2,7 m × 5,8 m (Breite × Tiefe). Die sechs Ständer auf dem Bogen weisen keinen Anzug auf, deren Abmessungen sind konstant 1,75 m × 4,6 m. Auch der Stahlbetonbogen mit 161 m Stützweite und einem Stich von 37,8 m hat einen Hohlquerschnitt und ist begehbar. Im Scheitel betragen die Außenabmessungen des rechteckigen Querschnittes ungefähr 5,6 m × 3,0 m (Tiefe × Höhe), im Kämpfer sind es näherungsweise 7,0 m × 4,5 m. Der Bogen wurde im Freivorbau mit Hilfsstützen errichtet. Das südliche Widerlager ist Festpunkt der Brücke und leitet insbesondere die Längskräfte infolge Bremsen in den Baugrund ab. An der Dehnfuge des nördlichen Widerlagers ist ein Schienenauszug mit einer Ausgleichsplatte vorhanden.
Für den Unterbau sollen rund 8500 m³ Beton aufgewendet werden.

## Überbau

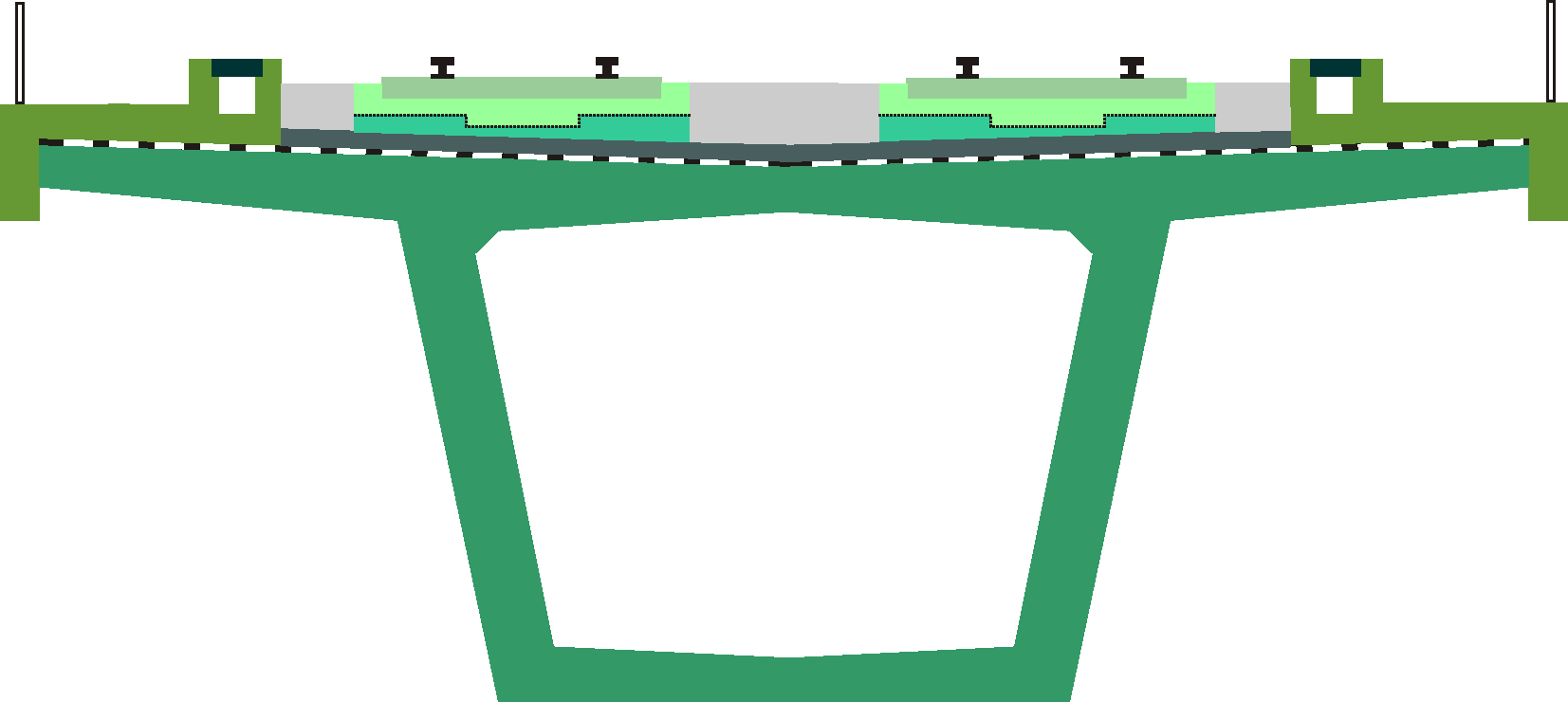
Querschnitt Überbau

Der Überbau weist als Bauwerkssystem den Durchlaufträger mit 13 Feldern auf. Beidseitig sind vor dem Bogen drei Öffnungen mit 44 m Stützweite und über dem Bogen für den aufgeständerten Fahrbahnträger sieben Öffnungen mit je 23 m Stützweite angeordnet. Der Überbau besitzt die Querschnittsform eines einzelligen Stahlbetonhohlkastens mit geneigten Stegen, in Längsrichtung vorgespannt. Zusätzlich ist die Fahrbahnplatte in Querrichtung vorgespannt. Die Breite der Fahrbahnplatte beträgt 13,3 m, die der Bodenplatte 4,8 m.
Der Überbau wurde im Taktschiebeverfahren errichtet. Die Bauhöhe liegt bei 4,425 m. Für den Überbau sollten rund 5.500 m³ Beton eingebaut werden.

## Bauunfall
Im Bauzustand wurde der Bogen durch stählerne Hilfsstützen getragen. Die Einleitung der Bogenlast in die Stahlkonstruktion erfolgte auf jeder Querschnittsseite über zwei hydraulische Pressen, auf denen ein Stahlkeil montiert war, der die Last trug. Die Schrägflächen der Stahlkeile waren mit Stahlplatten im Brückenbogen durch Schrauben verbunden. Am 24. Juli 2008 versagten an dem zu diesem Zeitpunkt zirka 43 m langen nördlichen Bogenabschnitt während der Montage der zweiten Hilfsstütze die Schrauben über der ersten Hilfsstütze. Dies führte zu einer Kettenreaktion mit seitlichem Wegsprengen der Stahlkeile und der Pressen sowie einem Absacken des Bogens um ca. 60 cm auf den obersten Querträger der Hilfsstütze. Dabei kam es zu einem schlagartigen Aufreißen des Bogenquerschnittes am oberen Rand beim Übergang in das Kämpferfundament. Die Arbeiten an der Brücke wurden eingestellt. Ende 2008 einigte sich die Deutsche Bahn mit der bauausführenden Arbeitsgemeinschaft, den beschädigten Brückenteil einschließlich des Fundamentes abzubrechen. Der Bogenabschnitt einschließlich Pfeiler wurde am 28. Januar 2009 mit rund 120 kg Sprengstoff auf 30 Stellen verteilt gesprengt. Vorsichtige Schätzungen der Deutschen Bahn gehen von einem Schaden in Höhe von zwei Millionen Euro aus.
Durch die Sprengung entstanden 3300 Tonnen Bauschutt. Anfang Juli 2009 waren der Pfeiler und das erste der 27 Segmente des neuen Bogens wiederhergestellt. Beim Neubau wurden die Stahlkeile mit den Stahlplatten verschweißt.

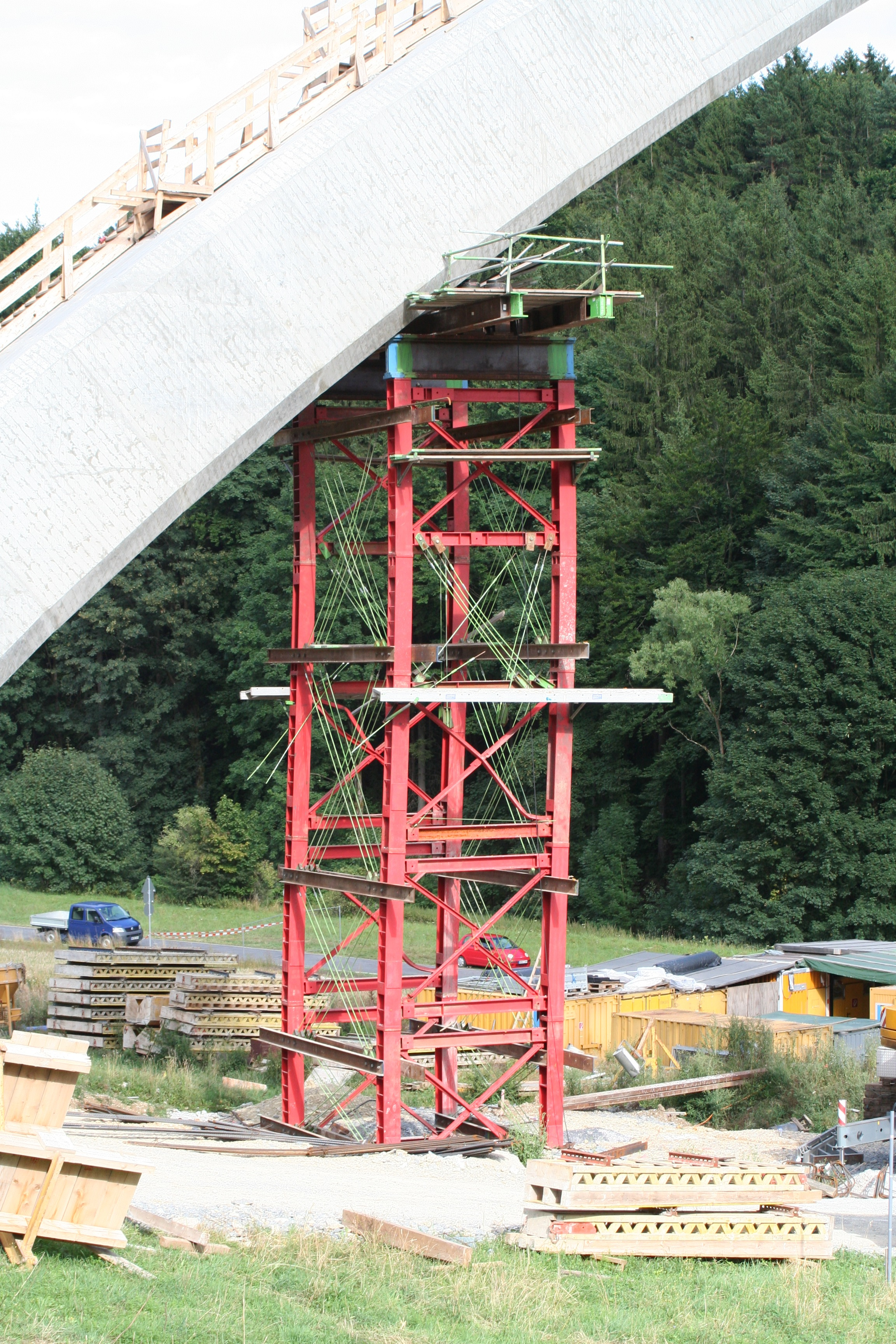
Beschädigte Hilfsstütze
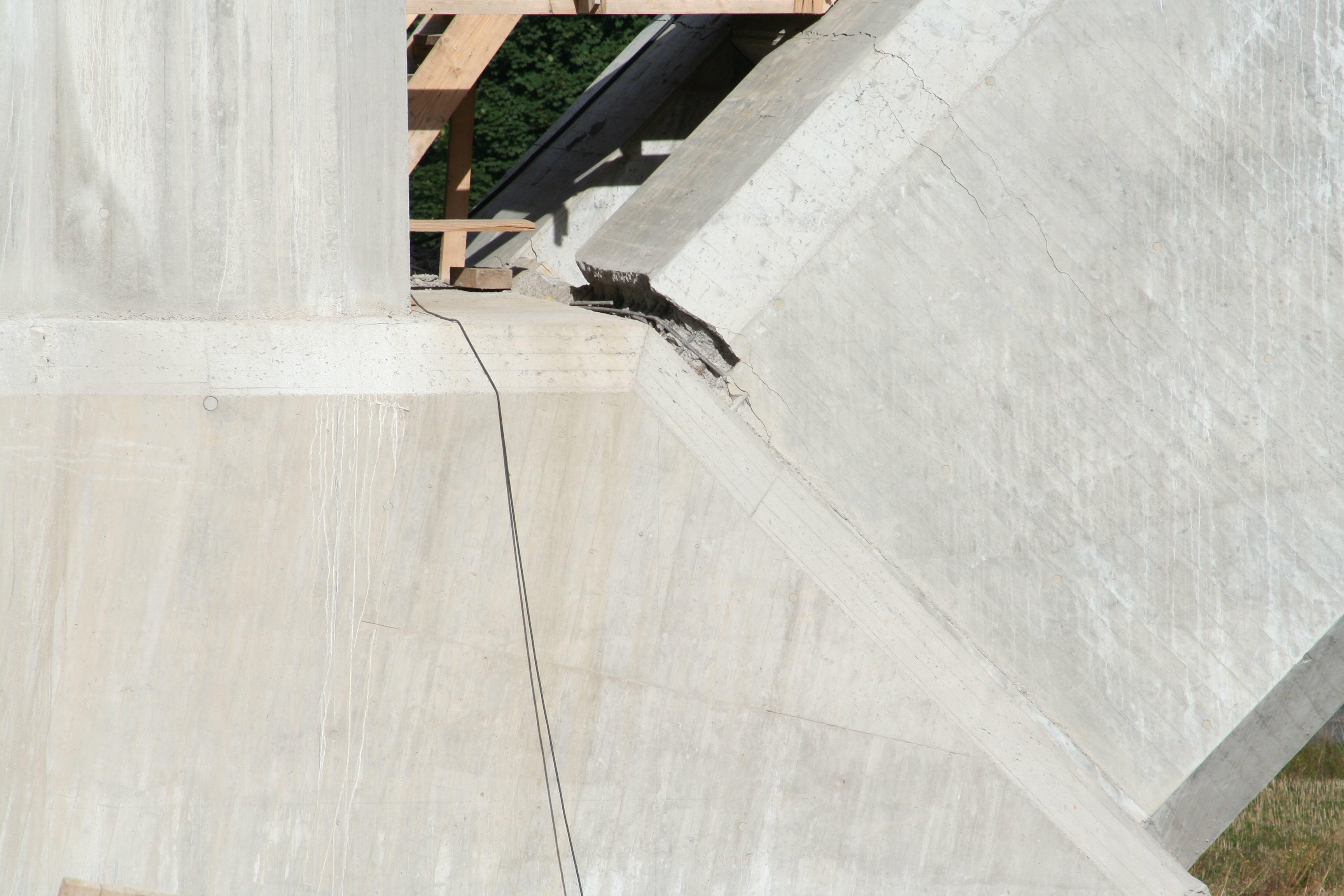
Risse und nachträglich freigelegte Bewehrung am Bogenquerschnitt
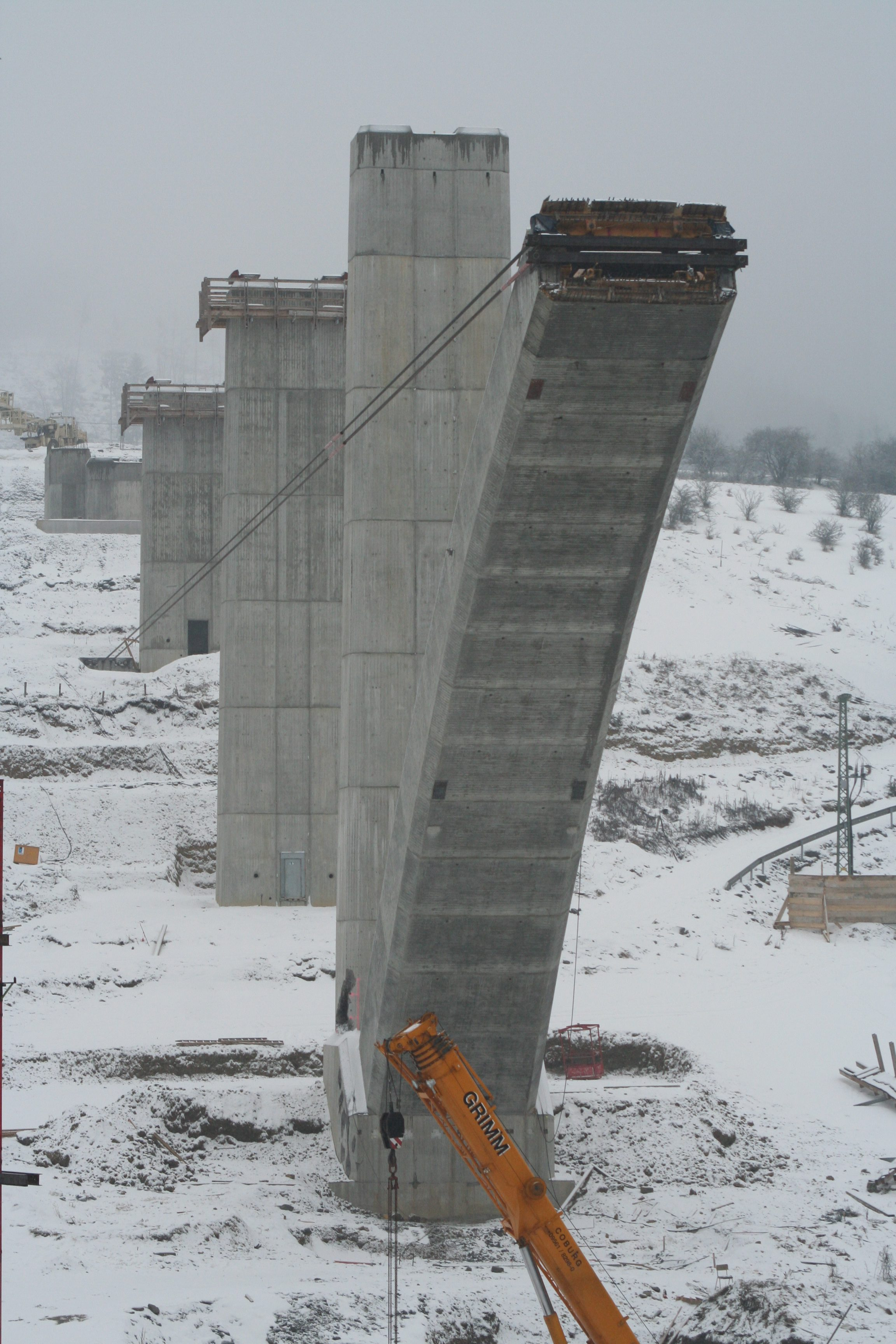
Rückgehängter Bogen vor der Sprengung
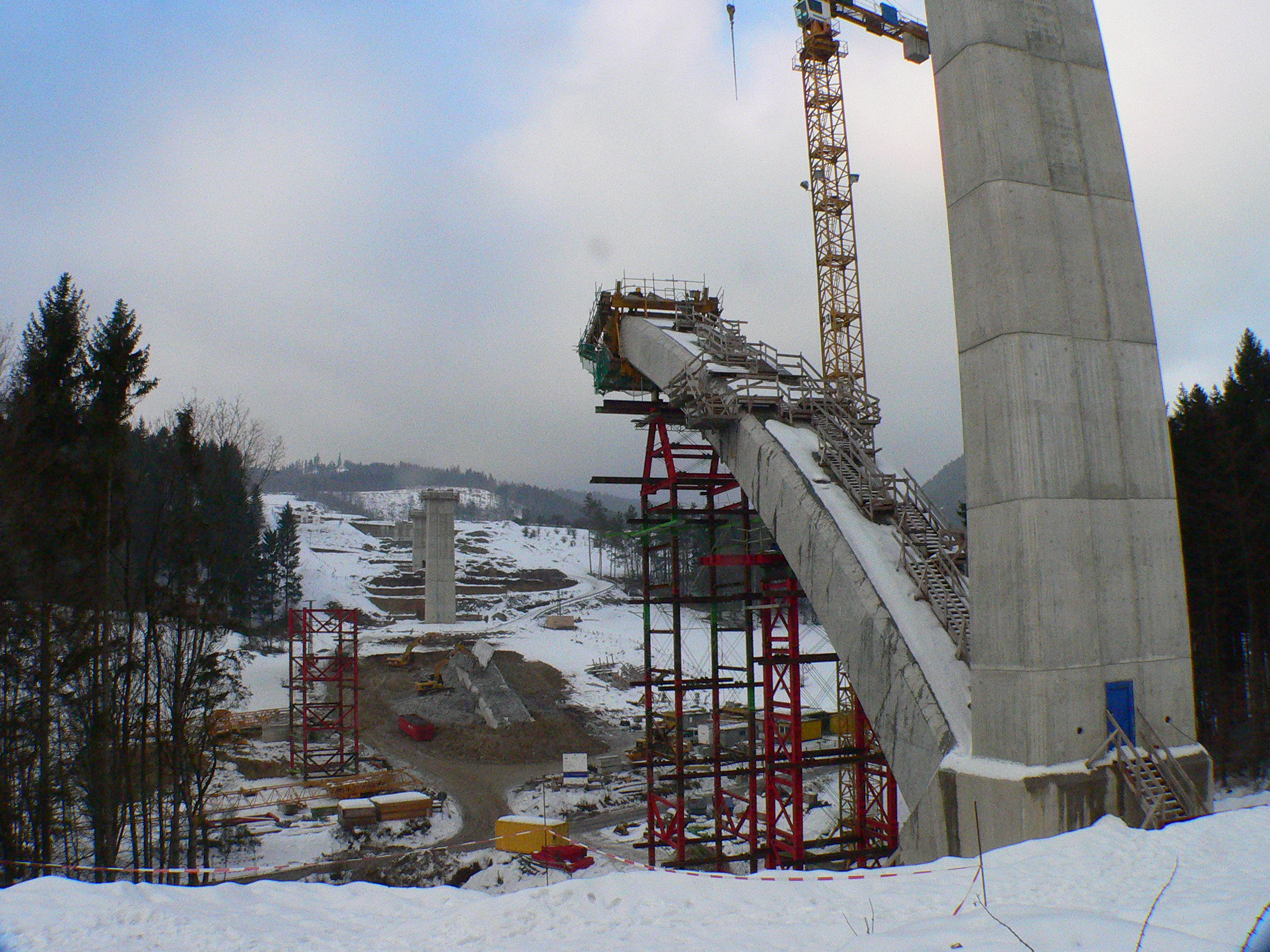
Nach der Sprengung

## Bilder von Bauzuständen

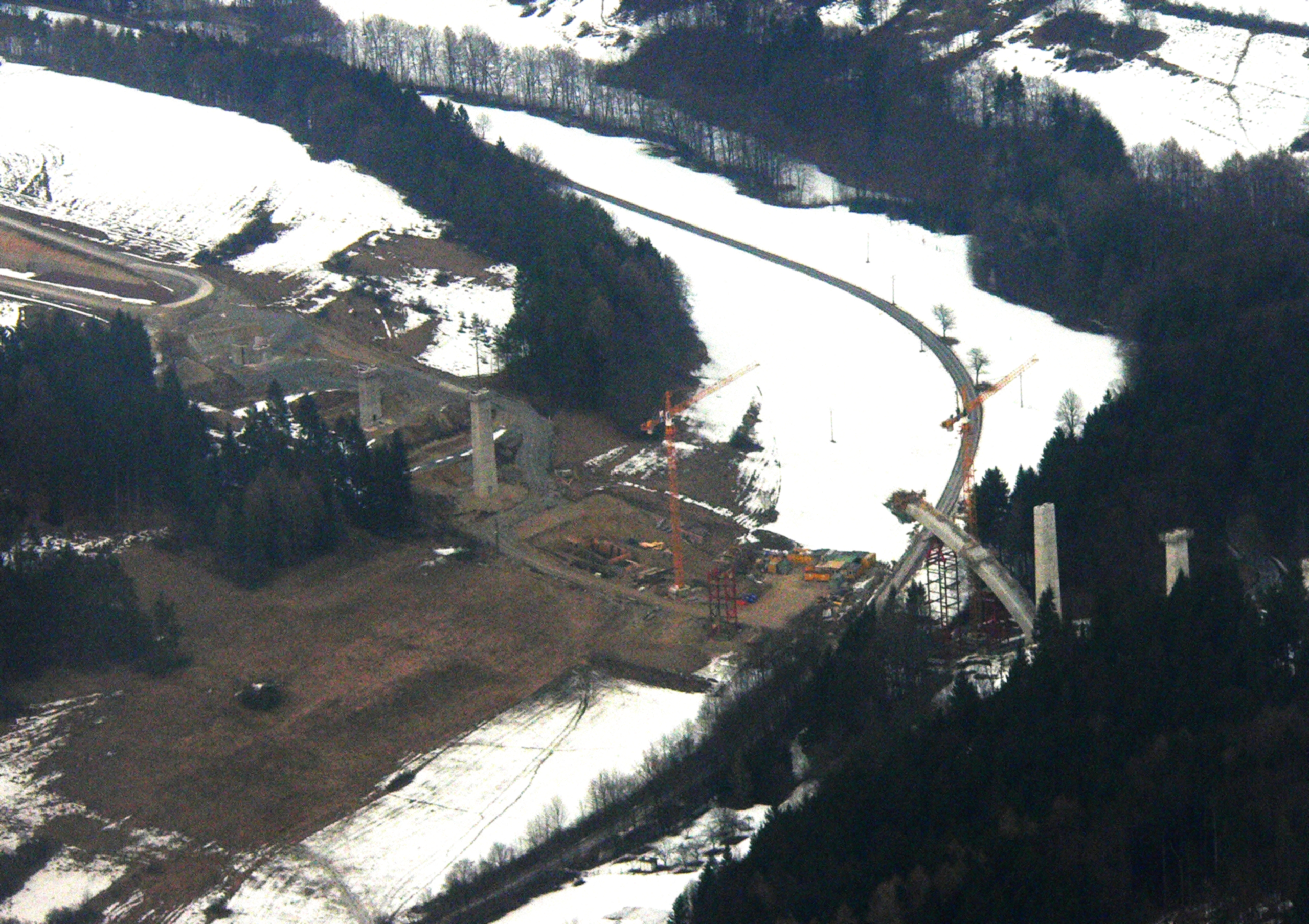
März 2009
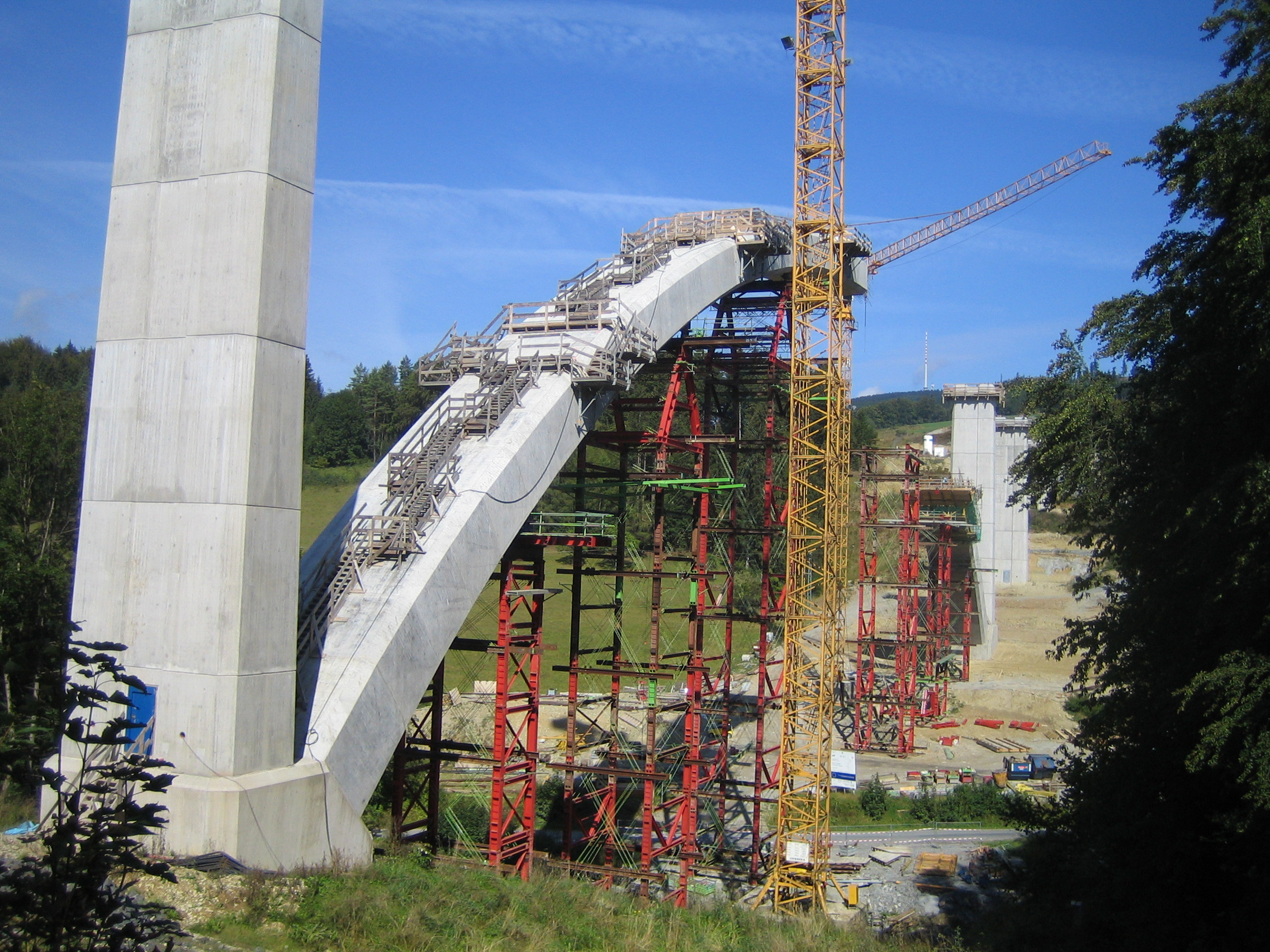
August 2009
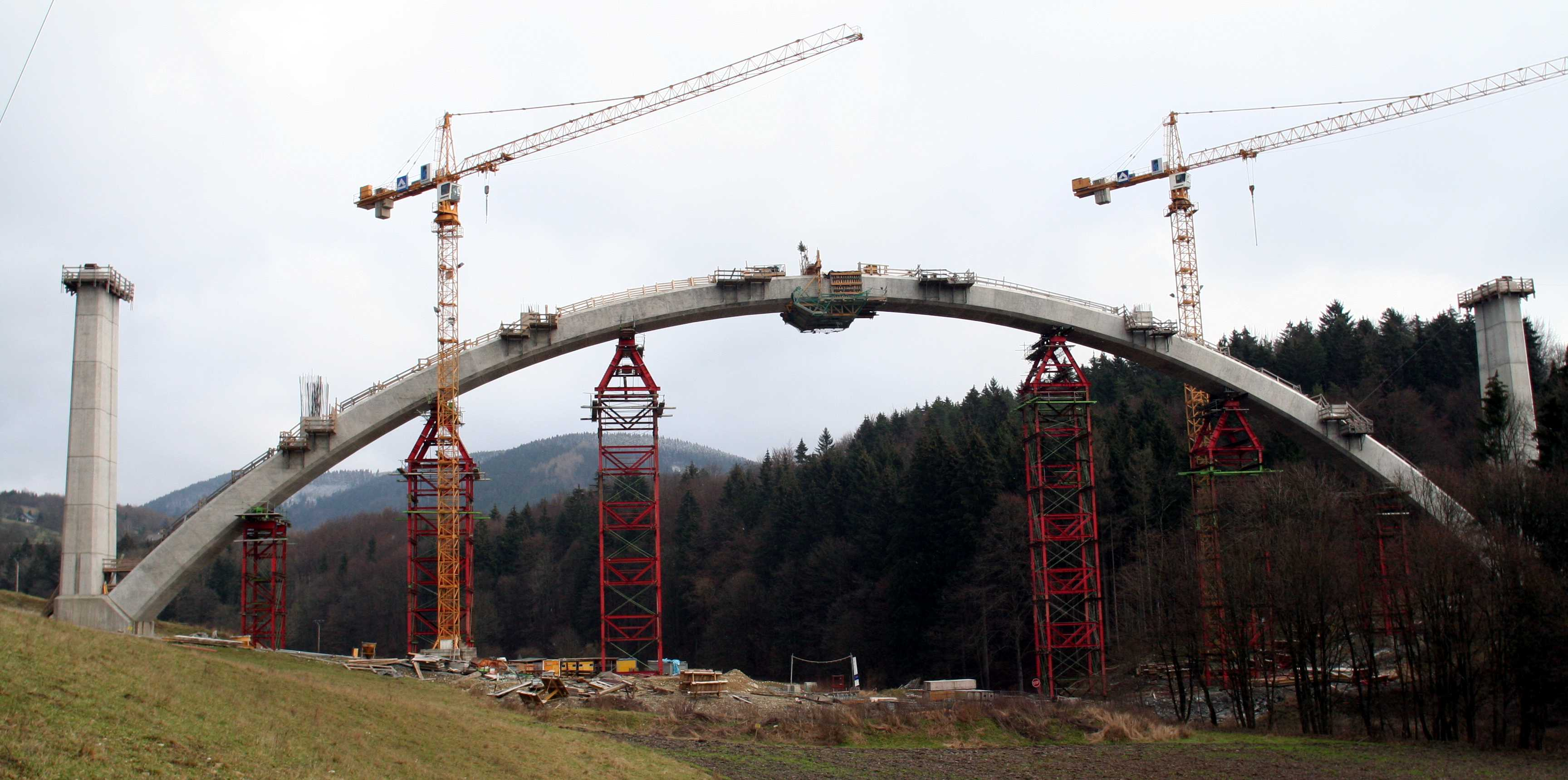
Dezember 2009
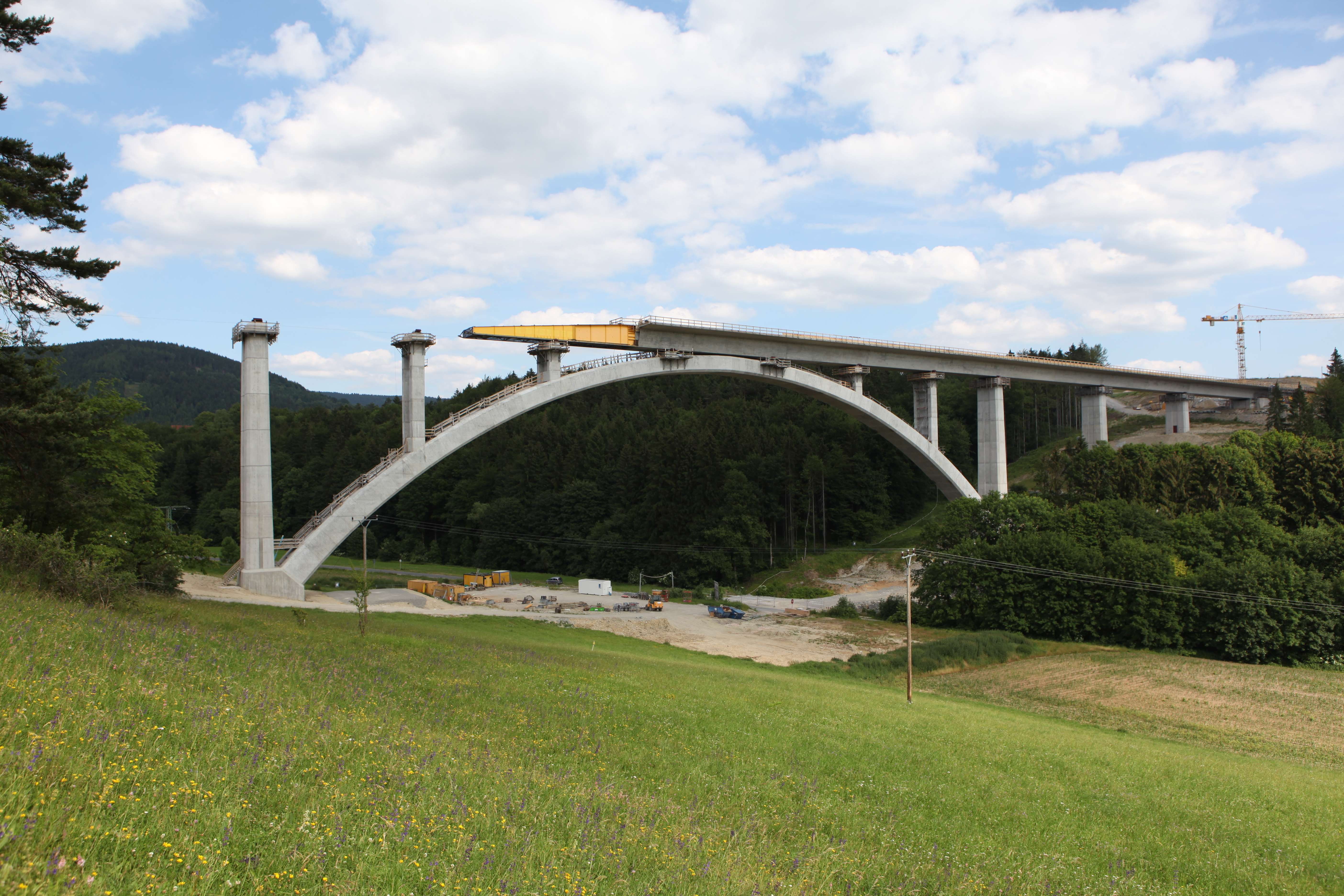
Juni 2010
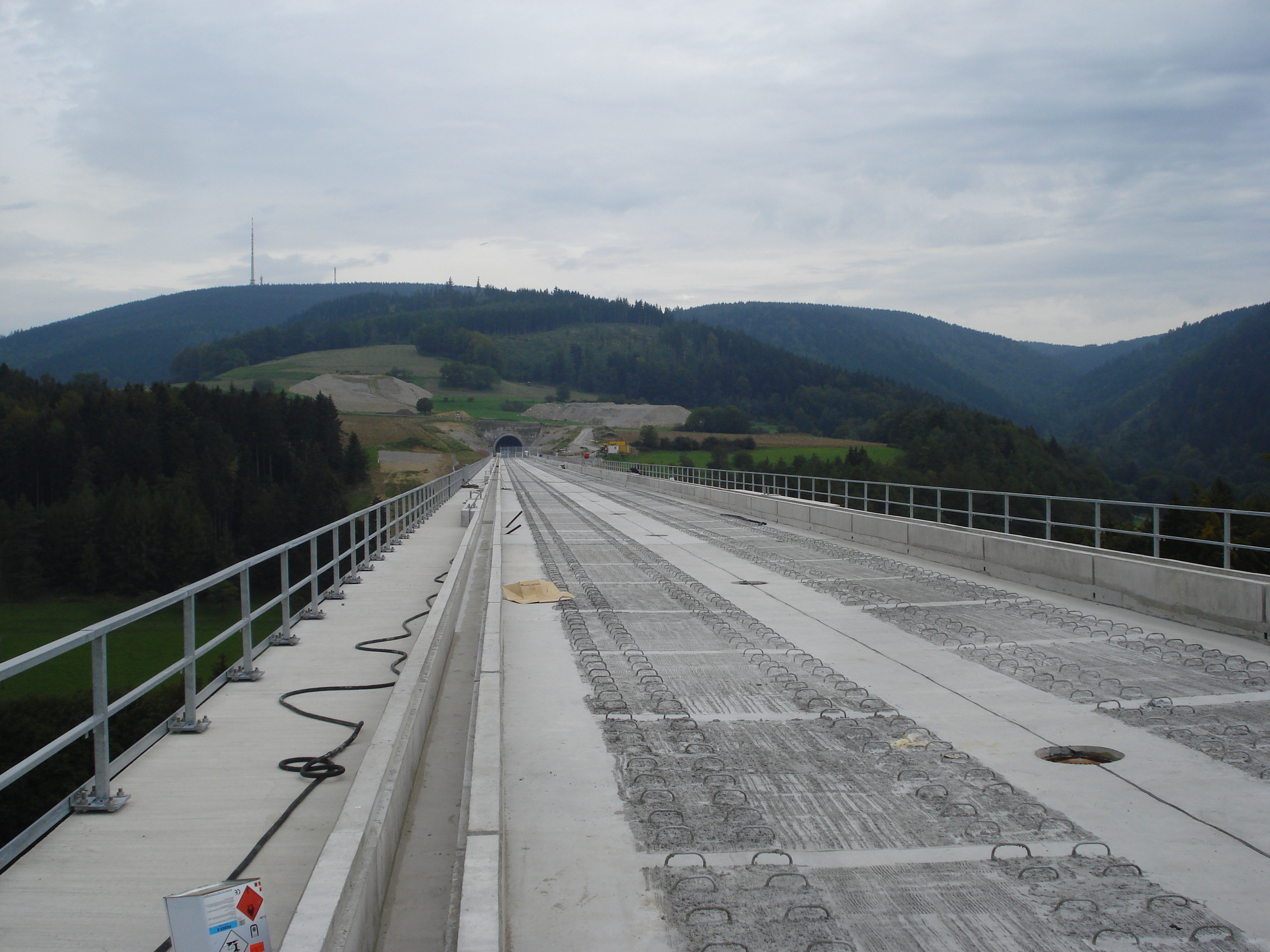
Tragplatte für die Feste Fahrbahn August 2011